# Nagari Alahan Mati
Nagari Alahan Mati is een bestuurslaag in het regentschap Pasaman van de provincie West-Sumatra, Indonesië. Nagari Alahan Mati telt 4043 inwoners (volkstelling 2010).